# Wybory prezydenckie w Irlandii w 1938 roku

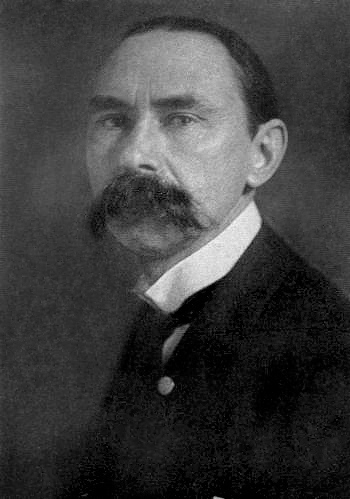
Douglas Hyde, jedyny kandydat na prezydenta

Wybory prezydenckie w Irlandii w 1938 roku – pierwsze wybory prezydenta Irlandii, które miały miejsce 25 czerwca 1938 roku.
Po wprowadzeniu w życie Konstytucji Irlandii w grudniu 1937 roku, partie Fianna Fáil i Fine Gael po negocjacjach zaproponowały kandydaturę byłego senatora i założyciela Ligi Gaelickiej – Douglasa Hyde’a. Będąc jedynym kandydatem objął urząd bez głosowania.